# AMULET
AMULETはARMアーキテクチャを実装した非同期プロセッサのシリーズである。マンチェスター大学の、計算機科学科（以前はAMULETとPALは同じ学会に拠点を置いていた）の影響下にあるアドバンスド・プロセッサ・テクノロジーズグループによって開発された。AMULETはクロック同期設計ではない非同期の部分を持つということが、大変大きな特徴である。

## 一覧
- AMULET1 - 1990年に設計され、1993年に製造が開始された。20MHzで駆動する同等のサイズの同期設計ARM6プロセッサに比較して、およそ70%の性能を達成した。
- AMULET2 - AMULET1の再実装であり、1996年に製造が開始された。キャッシュまたはRAM空間として使用できるオンチップメモリを持つことが特徴である。APTグループは、AMULET2がARM8と同等の消費電力／性能比を達成していると評価した。非同期設計であることの注目すべき特徴の一つは、プロセッサが使用されないときの消費電力が3μWまで低下することである(DRAMリフレッシュを扱うオンボートタイマが動作していないことを仮定した場合)。
- AMULET3 - 以前のAMULETが低消費電力を目的としたのに対して、高性能を目的として再設計されたものである。ARMv4命令セットとThumbモードをサポートし(つまり、ARM9TMと表すことができる)、2000年に製造された。性能と消費電力は同じプロセス・ルールで製造されたARM9とほとんど同じであった。

AMULET3は電波障害を低減できる特長によりDECT(デジタルコードレス電話)の商用試作機で使用されたが、技術的課題以外の理由により、実際に量産されることはなかった。